# New Brunswick Scotties Tournament of Hearts
New Brunswick Scotties Tournament of Hearts - prowincjonalne mistrzostwa kobiet Nowego Brunszwiku w curlingu, zwycięzca występuje jako reprezentacja prowincji na Tournament of Hearts. Są to najdłużej rozgrywane prowincjonalne mistrzostwa kobiet, pierwsza edycja miała miejsce już w 1947, mistrzostwa kraju rozgrywane są od 1961.

## Nazwa turnieju
- T. Eaton Company Ltd. Trophy: 1947-1960
- Diamond D: 1961-1967
- Canadian Ladies Curling Association Championship: 1968-1971
- MacDonald Lassie: 1972-1981
- Scott Tournament of Hearts: 1982-2006
- Scotties Tournament of Hearts: od 2007

## Mistrzynie Nowego Brunszwiku
| Rok  | Miasto, klub                                 | Czwarta           | Trzecia               | Druga                | Otwierająca       | Pozycja na ToH |
| ---- | -------------------------------------------- | ----------------- | --------------------- | -------------------- | ----------------- | -------------- |
| 1947 | Moncton, Moncton Curlers's Association       | M.M. Fryers       | W.R. Colpitts         | R.S. Johnstone       | A.W. Ross         | x              |
| 1948 | Saint John, St. Andrews Curling Club         | J.R. Hutchinson   | E.R. Ingraham         | G.F. London          | H.C. Boyers       | x              |
| 1949 | Bathurst, Bathurst Curling Club              | A.M. McMurray     | R.J. Aube             | A.J. Aube            | E. Hachey         | x              |
| 1950 | Campbellton, Campbellton Curling Club        | W.H. Rogers       | G. MacKenzie          | L.F. Gilker          | F. Connelly       | x              |
| 1951 | Newcastle, Newcastle Curling Club            | F.D. White        | W.J. Gifford          | G.R. McWilliam       | P.E. Roy          | x              |
| 1952 | Moncton, Moncton Curlers's Association       | R.S. Johnstone    | L.A. Pinder           | J.E. Surrette        | P.A. Clark        | x              |
| 1953 | Moncton, Moncton Curlers's Association       | R.S. Johnstone    | P.A. Clark            | L.A. Pinder          | J.E. Surrette     | x              |
| 1954 | Saint John, Thistle Curling Club             | F.L. Stroud       | F.L. Harding          | O.G. Hughes          | G.L. Richter      | x              |
| 1955 | Moncton, Beaver Curling Club                 | G. Clogg          | E.A. Willis           | D. Stratton          | Mabel DeWare      | x              |
| 1956 | Edmundston, Edmundston Curling Club          | G.P. Murphy       | M. Barsalou           | O.V. Stevenson       | G.E. Miller       | x              |
| 1957 | Moncton, Beaver Curling Club                 | G. Clogg          | E.A. Willis           | D. Stratton          | Mabel DeWare      | x              |
| 1958 | Bathurst, Bathurst Curling Club              | G.R. Williamson   | A.M. McMurray         | A. Jamieson          | C.A. Roussell     | x              |
| 1959 | Moncton, Beaver Curling Club                 | G. Comeau         | D. Cormack            | E. Shutt             | G. Brooks         | x              |
| 1960 | Moncton, Beaver Curling Club                 | G. Comeau         | D. Cormack            | E. Shutt             | G. Brooks         | x              |
| 1961 | Moncton, Beaver Curling Club                 | G. Comeau         | D. Cormack            | E. Shutt             | G. Brooks         |                |
| 1962 | Moncton, Moncton Curlers's Association       | L.A. Pinder       | C.H. Thomas           | W.W.B. Dick          | H.I. Steeves      | 5.             |
| 1963 | Moncton, Beaver Curling Club                 | Mabel DeWare      | D. Stratton           | O. Stevenson         | F. Fraser         |                |
| 1964 | Bathurst, Bathurst Curling Club              | V. Callaghan      | B. Orser              | A. Pilson            | F. Lenihan        | 7.             |
| 1965 | Bathurst, Bathurst Curling Club              | V. Callaghan      | A. Orser              | S. Pilson            | J. Lenihan        | 9.             |
| 1966 | Bathurst, Bathurst Curling Club              | S. Pilson         | A. Orser              | G. Gammon            | J. Lenihan        | 10.            |
| 1967 | Bathurst, Bathurst Curling Club              | S. Pilson         | A. Orser              | G. Gammon            | J. Lenihan        | 5.             |
| 1968 | Saint John, St. Andrews Curling Club         | R.G. Likely       | J.P. McInerney        | C.D. Archibald       | D.D. Patterson    | 6.             |
| 1969 | Moncton, Beaver Curling Club                 | Phyllis Chapman   | Dorothy Thompson      | Mary Cooper          | Felice Willden    | 8.             |
| 1970 | Bathurst, Bathurst Curling Club              | Shirley Pilson    | Anne Orser            | Pat Maher            | Gerry Lenihan     | 9.             |
| 1971 | Bathurst, Bathurst Curling Club              | Shirley Pilson    | Anne Orser            | Pat Maher            | Gerry Lenihan     | 9.             |
| 1972 | Fredericton, Capital Winter Club             | Sheila McLeod     | Barbara Douglas       | Ann Robinson         | Isabelle Loughead | 10.            |
| 1973 | Fredericton, Capital Winter Club             | Sheila McLeod     | Lois Walker           | Agnes Freeze         | Isabelle Loughead | 9.             |
| 1974 | Fredericton, Capital Winter Club             | Dorothy Sedgewick | Jean Greenbank        | Mary McLellan        | Nancy Syroid      | 10.            |
| 1975 | Saint John, Thistle Curling Club             | Ivy Lord          | Dorothy Garey         | Clarie Olsen         | Helen Cook        | 9.             |
| 1976 | Bathurst, Bathurst Curling Club              | Anne Orser        | Pat Maher             | Elvera Kennah        | Ethel LePage      | 9.             |
| 1977 | Fredericton, Capital Winter Club             | Grace Donald      | Jane Mackin           | Nancy Syroid         | Jackie Petzold    | 6.             |
| 1978 | Bathurst, Bathurst Curling Club              | Karen McDermott   | Giselle Shaw          | Ilona Schnarr        | Karen McDermott   | 6.             |
| 1979 | Bathurst, Bathurst Curling Club              | Anne Orser        | Pat Maher             | Elvera Kennah        | Shirley Gammon    | 11.            |
| 1980 | Moncton, Beausejour Curling Club             | Denise Lavigne    | Marie-Anne Vautour    | Barrie-Anne Rayworth | Susan Goulet      | 10.            |
| 1981 | Saint John, Carleton Curling Club            | Barb Hutton       | Jane Hutton           | Nancy Steele         | Nancy Brewer      | 8.             |
| 1982 | Campbellton, Campbellton Curling Club        | Louise Ouellette  | Chantel Vautour       | Sheila Walter        | Martha Smith      | 11.            |
| 1983 | Fredericton, Capital Winter Club             | Grace Donald      | Connie Bothwell-Myers | Carolyn MacKay       | Stella Keays      | 11.            |
| 1984 | Saint John, Thistle St. Andrews Curling Club | Anne Marie Leahy  | Kathy Floyd           | Marion Mackin        | Susan McCarville  | 11.            |
| 1985 | Saint John, Thistle St. Andrews Curling Club | Marlene Vaughan   | Judy Connor           | Gail Shields         | Pauline Lynch     | 10.            |
| 1986 | Fredericton, Capital Winter Club             | Grace Donald      | Sheri Smith           | Carolyn MacKay       | Debbi Dickeson    | 7.             |
| 1987 | Saint John, Thistle St. Andrews Curling Club | Heidi Hanlon      | Gail Shields          | Janyce Messer        | Judy Blanchard    | 10.            |
| 1988 | Bathurst, Bathurst Curling Club              | Karen McDermott   | Donna Clinch          | Pat Maher            | Shirley Jamieson  | 8.             |
| 1989 | Saint John, Thistle St. Andrews Curling Club | Heidi Hanlon      | Kathy Floyd           | Sheri Stewart        | Judy Blanchard    | 6.             |
| 1990 | Saint John, Thistle St. Andrews Curling Club | Heidi Hanlon      | Kathy Floyd           | Sheri Stewart        | Judy Blanchard    | 7.             |
| 1991 | Saint John, Thistle St. Andrews Curling Club | Heidi Hanlon      | Kathy Floyd           | Sheri Stewart        | Mary Harding      |                |
| 1992 | Saint John, Thistle St. Andrews Curling Club | Heidi Hanlon      | Kathy Floyd           | Sheri Stewart        | Judy Blanchard    | 11.            |
| 1993 | Moncton, Beaver Curling Club                 | Nancy McConnery   | Leanne Perron         | Sandy Comeau         | Denise Cormier    | 11.            |
| 1994 | Saint John, Thistle St. Andrews Curling Club | Heidi Hanlon      | Diane Blair           | Sherri Stewart       | Judy Blanchard    | 10.            |
| 1995 | Saint John, Thistle St. Andrews Curling Club | Heidi Hanlon      | Kathy Floyd           | Nancy McConnery      | Jane Arseneau     | 9.             |
| 1996 | Saint John, Carleton Curling Club            | Barb Hutton       | Wendy Shephard        | Shelly Snider        | Paula Whipple     | 11.            |
| 1997 | Saint John, Thistle St. Andrews Curling Club | Heidi Hanlon      | Kathy Floyd           | June Campbell        | Jane Arseneau     | 11.            |
| 1998 | Saint John, Thistle St. Andrews Curling Club | Kathy Floyd       | June Campbell         | Allison Franey       | Jane Arseneau     | 6.             |
| 1999 | Saint John, Thistle St. Andrews Curling Club | Kathy Floyd       | Marie Anne Power      | Allison Franey       | Jane Arseneau     | 7.             |
| 2000 | Saint John, Thistle St. Andrews Curling Club | Heidi Hanlon      | Susan Dobson          | Sherri Stewart       | Judy Blanchard    | 9.             |
| 2001 | Saint John, Thistle St. Andrews Curling Club | Kathy Floyd       | Marie Anne Power      | Allison Franey       | Jane Arseneau     | 7.             |
| 2002 | Saint John, Thistle St. Andrews Curling Club | Kathy Floyd       | Marie Anne Power      | Allison Franey       | Jane Arseneau     | 12.            |
| 2003 | Saint John, Thistle St. Andrews Curling Club | Heidi Hanlon      | Stacey Lacey          | Jennifer Gogan       | Judy Blanchard    | 5.             |
| 2004 | Saint John, Thistle St. Andrews Curling Club | Heidi Hanlon      | Stacey Lacey          | Jennifer Gogan       | Judy Blanchard    | 10.            |
| 2005 | Moncton, Beaver Curling Club                 | Sandy Comeau      | Stacey Leger          | Allison Farrell      | Sandi Prosser     | 5.             |
| 2006 | Fredericton, Capital Winter Club             | Andrea Kelly      | Kristen MacDiarmid    | Jodie deSolla        | Morgan Muise      | 7.             |
| 2007 | Moncton, Beaver Curling Club                 | Sandy Comeau      | Denise Nowlan         | Marie-Anne Power     | Jeanette Murphy   | 12.            |
| 2008 | Moncton, Beausejour Curling Club             | Sylvie Robichaud  | Danielle Nicholson    | Marie Richard        | Julie Carrier     | 12.            |
| 2009 | Fredericton, Fredericton Curling Club        | Andrea Kelly      | Denise Nowlan         | Jodie deSolla        | Lianne Sobey      | 8.             |
| 2010 | Fredericton, Capital Winter Club             | Andrea Kelly      | Denise Nowlan         | Jillian Babin        | Lianne Sobey      | 8.             |
| 2011 | Oromocto, Gage Golf and Curling Club         | Andrea Kelly      | Denise Nowlan         | Jillian Babin        | Lianne Sobey      | 11.            |
| 2012 | Oromocto, Gage Golf and Curling Club         | Andrea Kelly      | Rebecca Atkinson      | Jillian Babin        | Jodie deSolla     | 7.             |
| 2013 | Oromocto, Gage Golf and Curling Club         | Andrea Crawford   | Rebecca Atkinson      | Danielle Parsons     | Jodie deSolla     | 6.             |
| 2014 | Oromocto, Gage Golf and Curling Club         | Andrea Crawford   | Rebecca Atkinson      | Danielle Parsons     | Jodie deSolla     | 5.             |
| 2015 | Curl Moncton, Moncton                        | Sylvie Robichaud  | Rebecca Atkinson      | Marie Richard        | Jane Boyle        | 10.            |

## Reprezentacja Nowego Brunszwiku na Tournament of Hearts
Reprezentacje Nowego Brunszwiku w historii mistrzostw Kanady trzykrotnie dochodziły do finałów. W 1963 Mabel DeWare zdołała pokonać w ostatnim meczu obrończynie tytułu z Kolumbii Brytyjskiej (Ina Hansen). Srebrny medal drużyna zdobyła już podczas pierwszego Tournament of Hearts, w finale G. Comeau przegrała z Joyce McKee z Saskatchewan, kolejny medal przyszedł dopiero po 30 latach. W 1991 Heidi Hanlon nie zdołała pokonać Julie Sutton.